# Brigitte Guibal
Pour les articles homonymes, voir Guibal.
Brigitte Guibal, née le 15 février 1971 à Mende, est une kayakiste française spécialiste du monoplace K1 en slalom de rivière et fleuve.

## Biographie
Elle décide d'arrêter la compétition en 2001 pour se consacrer à sa vie de famille à la naissance de son premier fils. Brigitte Guibal devient professeur d'EPS au Collège Côte de Bêtance à Muret (près du champ de bataille historique), en Haute-Garonne, mais reste impliquée dans le domaine du canoë-kayak et s'intéresse également à l'aviron. En effet, elle dirige l'équipe UNSS de canoë-kayak du collège.
Brigitte Guibal est mariée et a 3 enfants.

## Palmarès
- Vice-championne olympique de K1 en 2000 à Sydney (Australie)
- Championne du monde de K1 en 1997
- Vice-championne d'Europe de K1 en 2000
- Vice-championne du monde par équipe en 1997

## Distinction
Elle est nommée Gloire du sport par la Fédération des internationaux du sport français (FISF) en 2023.